# Пладне
Пладне (или обед) е моментът по средата на деня, между изгрев и залез Слънце (когато Слънцето се намира в кулминация). Той често се приема за 12:00 часа – противоположно на полунощ, макар действително слънчевата кулминация често да настъпва по-късно. Местното време на пладне зависи от географската ширина и датата.
По пладне, сянката на обектите е най-малка – тя сочи в северна посока в северното полукълбо и на юг в южното полукълбо извън екваториалните зони между двата тропика. Яденето по това време се нарича обяд.